# A Shaolin 36 próbatétele
A Shaolin 36 próbatétele 1978-ban bemutatott hongkongi film, amelyet Chia-Liang Liu rendezett. A filmet a Shaw Brothers gyártotta, a főszerepben Chia-Hui Liu látható.

## Cselekmény
|  | Alább a cselekmény részletei következnek! |

San Te egy diák, aki egy okos tanártól tanul. De a városban nincs rend, mert a Manchu-k elnyomásban tartják a lakosságot. San Te ezért beáll a lázadók közé, amiért üldözni kezdik őt, az apját pedig lemészárolják. San Te ezért eldönti, hogy bosszút fog állni, de jelenleg nincs meg a tudása ehhez, ezért elindul a Shaolin templom felé, ahol a tervei szerint profi kung fu harcos válik majd belőle. Alázatosan tanulja a harcművészetet, de kezdetben nehézségei támadnak, sokat szenved. Aztán jó diák válik belőle, gyorsan veszi az akadályokat, az egyik legkiválóbb harcos lesz. Aztán összetűzésbe keveredik a Shaolin templom vezetőivel, akik büntetést szabnak ki rá: ki kell mennie az utcára és javakat kell gyűjtenie. San Te a kinti világban újra szembesül a Manchu-k elnyomásával, ezért úgy dönt, hogy legyőzi a vezetőjüket, és ezzel bosszút ál az apja halála miatt is.
|  | Itt a vége a cselekmény részletezésének! |

## Szereplők
| Szerep           | Színész       | Magyar hang     |
| ---------------- | ------------- | --------------- |
| San Te           | Chia Hui Liu  | Seder Gábor     |
| Tien Ta tábornok | Lieh Lo       | Forgács Gábor   |
| Lu Ah-cai        | Norman Chu    | Pálmai Szabolcs |
| Yin tábornok     | Chia Yung Liu |                 |
| Tang San-yao     | Wilson Tong   | Mikula Sándor   |
| Cheng úr         | John Cheung   |                 |
| 6-os molnár      | Yue Wong      | Bartucz Attila  |
| Hung Hsi-kuan    | Yung Henry Yu |                 |